# Justin Houston
Justin Donovan Houston (nacido el 21 de enero de 1989) es un jugador profesional estadounidense de fútbol americano que juega en la posición de outside linebacker y actualmente es agente libre de la National Football League (NFL).

## Biografía
Houston asistió a Statesboro High School, donde fue dos veces All-Region y All-State. También jugó tres campeonatos estatales 2003, 2004 y 2005, ganando este último frente a Northside High School.
Tras su paso por el instituto, Houston se graduó en Georgia, donde jugó para los Bulldogs.

## Carrera

### Kansas City Chiefs
Houston fue seleccionado por los Kansas City Chiefs en la tercera ronda (puesto 70) del draft de 2011.
El 15 de julio de 2015, Houston renovó su contrato con los Chiefs por seis años más, a razón de $101 millones, con $52.5 millones garantizados. La principal razón para retenerlo fueron sus 22 capturas (sacks) en la campaña anterior, quedándose a medio sack del récord en una temporada (Michael Strahan, 2001).

### Indianapolis Colts
El 21 de marzo de 2019, Houston firmó un contrato por dos años y $24 millones con los Indianapolis Colts. Debutó en el juego inaugural de la temporada ante Los Angeles Chargers, donde registró cuatro tacleadas y una captura del quarterback Philip Rivers. En la Semana 5 ante su anterior equipo de Kansas City, registró cuatro tacledas, dos de ellas para pérdida de yardas, y una captura por lo que fue nombrado el Jugador Defensivo de la Semana de la AFC. Finalizó su primera temporada con los Colts con un total de 44 tacleadas, 11 capturas y dos balones sueltos forzados.

### Baltimore Ravens
El 31 de julio de 2021, Houston firmó un contrato por un año con los Baltimore Ravens. El 11 de noviembre de 2021, en un juego contra los Miami Dolphins, Houston registró la captura número 100 de su carrera, convirtiéndose en el jugador número 37 en la historia de la NFL en hacerlo. Finalizó la temporada con 34 tacleadas y 4.5 capturas en 15 juegos como titular.
Houston volvió a firmar con el equipo el 12 de julio de 2022. En un enfrentamiento de la Semana 9 contra los New Orleans Saints, registró 2.5 capturas y una intercepción en la victoria de los Ravens por 27-13. Con esas capturas, Houston se convirtió en el primer jugador en la historia de los Ravens en registrar múltiples capturas en tres juegos consecutivos. Por su actuación, fue nombrado Jugador Defensivo de la Semana de la AFC. Finalizó la temporada con 21 tacleadas, 9.5 capturas y una intercepción en 14 juegos.

### Carolina Panthers
El 6 de agosto de 2023, Houston firmó con los Carolina Panthers. Sufrió una lesión en el tendón de la corva en la Semana 8 y fue colocado en la reserva de lesionados el 4 de noviembre de 2023, para posteriormente ser liberado de su contrato el 19 de diciembre de 2023.

## Estadísticas generales
|  | Seleccionado al Pro Bowl |

| Año   | Equipo | Juegos | Juegos | Tacleadas | Tacleadas | Tacleadas | Tacleadas | Intercepciones | Intercepciones | Intercepciones | Intercepciones | Intercepciones | Intercepciones | Balones sueltos | Balones sueltos | Balones sueltos | Balones sueltos |
| Año   | Equipo | GP     | GS     | Comb      | Total     | Ast       | Sck       | PDef           | Int            | Yds            | Avg            | Lng            | TDs            | FF              | FR              | Yds             | TDs             |
| ----- | ------ | ------ | ------ | --------- | --------- | --------- | --------- | -------------- | -------------- | -------------- | -------------- | -------------- | -------------- | --------------- | --------------- | --------------- | --------------- |
| 2011  | KC     | 16     | 10     | 56        | 46        | 10        | 5.5       | 4              | --             | --             | --             | --             | --             | 1               | 1               | 0               | 0               |
| 2012  | KC     | 16     | 16     | 66        | 53        | 13        | 10.0      | 6              | 1              | 32             | 32.0           | 32             | 0              | 1               | 1               | 4               | 0               |
| 2013  | KC     | 11     | 11     | 44        | 41        | 3         | 11.0      | 4              | --             | --             | --             | --             | --             | 1               | 2               | 0               | 0               |
| 2014  | KC     | 16     | 16     | 69        | 60        | 9         | 22.0      | 5              | --             | --             | --             | --             | --             | 4               | 0               | --              | --              |
| 2015  | KC     | 11     | 11     | 30        | 25        | 5         | 7.5       | 6              | 2              | 16             | 8.0            | 17             | 1              | 1               | 0               | --              | --              |
| 2016  | KC     | 5      | 5      | 21        | 20        | 1         | 4.0       | 1              | --             | --             | --             | --             | --             | 1               | 0               | --              | --              |
| 2017  | KC     | 15     | 15     | 59        | 46        | 13        | 9.5       | 5              | --             | --             | --             | --             | --             | 0               | 2               | 13              | 1               |
| 2018  | KC     | 12     | 12     | 37        | 28        | 9         | 9.0       | 1              | 1              | 4              | 4.0            | 4              | 0              | 5               | 3               | 0               | 0               |
| 2019  | IND    | 16     | 16     | 44        | 33        | 11        | 11.0      | 0              | --             | --             | --             | --             | --             | 2               | 3               | 0               | 0               |
| 2020  | IND    | 16     | 16     | 25        | 19        | 6         | 8.0       | 0              | --             | --             | --             | --             | --             | 1               | 2               | 0               | 0               |
| 2021  | BAL    | 15     | 15     | 34        | 19        | 15        | 4.5       | 1              | --             | --             | --             | --             | --             | 1               | 1               | 0               | 0               |
| 2022  | BAL    | 14     | 1      | 21        | 14        | 7         | 9.5       | 1              | 1              | 5              | 5.0            | 5              | 0              | 1               | 0               | --              | --              |
| 2023  | CAR    | 7      | 7      | 9         | 5         | 4         | 0.5       | 1              | --             | --             | --             | --             | --             | 0               | 0               | --              | --              |
| Total | Total  | 170    | 151    | 515       | 409       | 106       | 112.0     | 35             | 5              | 57             | 11.4           | 32             | 1              | 19              | 14              | 17              | 1               |

Fuente: Pro-Football-Reference.com

## Vida personal
Houston es cristiano.